# روسویل (مریلند)
روسویل (به انگلیسی: Rossville) شهری در ایالت مریلند کشور ایالات متحده آمریکا است که جمعیت آن در سرشماری سال ۲۰۱۰ میلادی، ۱۵٬۱۴۷ نفر بوده‌است.